# Lindbergh-ontvoering

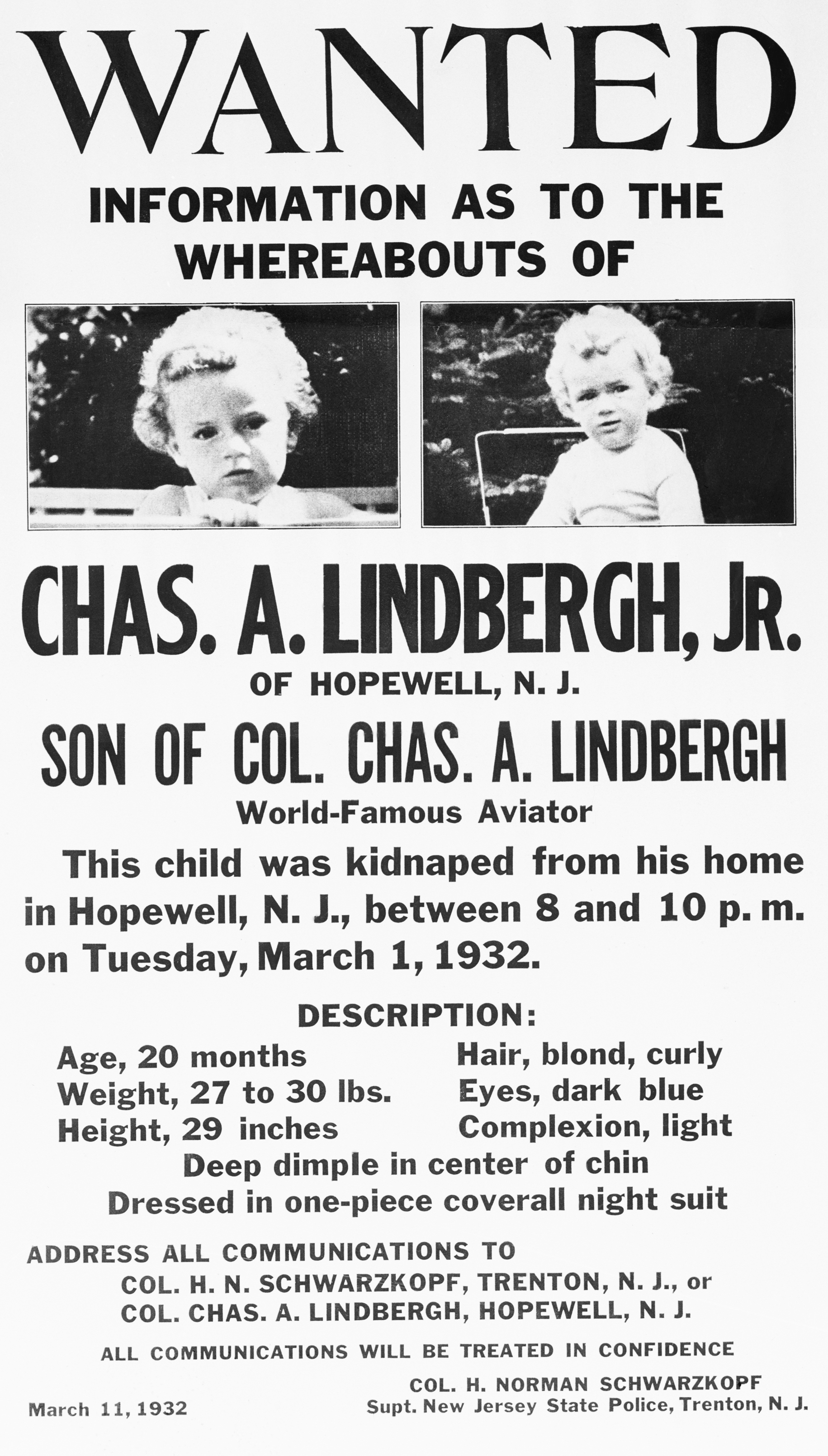
Poster na de ontvoering van Charles jr.

De Lindbergh-ontvoering gaat over de ontvoering van de eerste zoon van vliegtuigpionier Charles Lindbergh, Charles jr. (volledige naam: Charles Augustus Lindbergh jr.). Het tweejarig kind werd in 1932 ontvoerd en vermoord.

## Geschiedenis
Op 1 maart 1932 om ongeveer 21:00 uur ontdekte de verpleegster van de Lindberghs, Betty Gow, dat de 20 maanden oude Charles niet bij zijn moeder, Anne Morrow Lindbergh, was die net uit bad kwam. Gow verwittigde Charles Lindbergh, die in de kinderkamer een losgeldbrief vond. Lindbergh nam een pistool, en maakte met Olly Whateley, de butler van de familie, een ronde rond het huis. Ze vonden voetafdrukken onder het venster van de kinderkamer, stukken van een houten ladder en een laken. Whateley belde de lokale politie, terwijl Lindbergh zijn advocaat en vriend Henry Breckinridge belde, en de staatspolitie van New Jersey.
Het kind werd 2 maanden en 11 dagen later vlak bij het huis dood teruggevonden. De verdachte, Bruno Hauptmann, een timmerman en Duitse immigrant, werd gearresteerd, berecht en geëxecuteerd, ofschoon hij een geldig alibi had en tot zijn dood heeft beweerd onschuldig te zijn. 
Opmerkelijk aan deze zaak is dat Lindbergh kort voor de ontvoering naar een totaal afgezonderde plek verhuisde. Hij orkestreerde het politieonderzoek tot in detail en verbood zowel pers als politie met het huispersoneel te spreken. 
Lindbergh was een aanhanger van het nazigedachtegoed en een fervent aanhanger van de eugenetica. Zijn ontvoerde kind was verstandelijk gehandicapt. Er zijn dan ook sterke geruchten dat Lindbergh zelf de dader zou zijn geweest en de ontvoering zou hebben geënsceneerd.

## In fictie
De ontvoering van Charles jr. inspireerde Agatha Christie enkele jaren later tot het schrijven van Moord in de Oriënt-Expres, met Hercule Poirot in de rol van detective. In dit boek wordt een man vermoord, van wie aangenomen wordt dat hij het kind ontvoerde (in het boek heet het kind Daisy Armstrong en niet Charles Lindbergh).